# I Fell in Love Again Last Night
"I Fell in Love Again Last Night" é uma canção composta por Paul Overstreet e Thom Schuyler e gravada pelo grupo norte-americano de música country The Forester Sisters. Foi lançada em junho de 1985 como o segundo single do álbum The Forester Sisters. "I Fell in Love Again Last Night" foi o segundo hit country do Forester Sisters e foi o primeiro dos cinco singles da dupla a atingir o topo das paradas country. "I Fell in Love Again Last Night" foi número um durante uma semana e passou um total de quatorze semanas no Top 40. O lado B do single é "Dixie Man".

## Desempenho nas paradas
| Paradas (1985)                               | Melhor posição |
| -------------------------------------------- | -------------- |
| Estados Unidos (Billboard Hot Country Songs) | 1              |
| Canadian RPM Country Tracks                  | 3              |